# Klaus Rapp
Klaus Rapp (* 13. Januar 1952 in Pforzheim) ist ein selbstständiger Offsetdrucker und Politiker (seit 2023 AfD, bis 2015 REP). Er war von 1992 bis 2001 Mitglied des Landtags von Baden-Württemberg.

## Leben
Klaus Rapp machte eine Lehre als Buchdrucker in Pforzheim. 1981 gründete er in Pforzheim eine eigene Druckerei.
Im Jahr 1989 wurde Rapp Mitglied des Kreisverbandes Pforzheim und Enzkreis der Republikaner. 1991 wurde er Kreisvorsitzender, im REP-Landesvorstand saß er von 1992 bis 2007, von 2001 bis 2007 als stellvertretender Landesvorsitzender. Vom 5. April 1992 bis 31. Mai 2001 war Rapp Landtagsabgeordneter im Landtag von Baden-Württemberg mit einem Zweitmandat im Wahlkreis Enz. Bei der Landtagswahl am 5. April 1992 erreichte er das höchste Stimmenergebnis aller 70 REP-Kandidaten in Baden-Württemberg mit 17 % bzw. 14648 Wählerstimmen, ebenso bei der Landtagswahl 1996 mit 15,4 % bzw. 13063 Wählerstimmen. Von 1992 bis 2001 fungierte er als stellvertretender Fraktionsvorsitzender. Wirtschaftspolitischer Sprecher der REP-Landtagsfraktion war er von 1992 bis 1996, ab 1996 dann finanzpolitischer Sprecher. Von 2003 bis 2009 war Klaus Rapp Mitglied des Gemeinderates der Stadt Pforzheim. Außerdem war er 1994 und 1999 Wahlmann Mitglied der Bundesversammlung für die Wahl des Bundespräsidenten. 
Seit seinem Ausscheiden aus dem Gemeinderat der Stadt Pforzheim im Jahre 2009 hat Rapp sich ins Privatleben zurückgezogen und alle Parteiämter bei den Repüblikanern aufgegeben. 2015 trat er bei den Republikanern aus. Im November 2023 wurde er Mitglied der AfD. Nach den Kommunalwahlen 2024 wurde Rapp für die AfD in die Verbandsversammlung der Region Nordschwarzwald gewählt. 
| Personendaten    | Personendaten                       |
| ---------------- | ----------------------------------- |
| NAME             | Rapp, Klaus                         |
| KURZBESCHREIBUNG | deutscher Politiker (REP, AfD), MdL |
| GEBURTSDATUM     | 13. Januar 1952                     |
| GEBURTSORT       | Pforzheim                           |